# Ken Annakin
Ken Annakin (ur. 10 sierpnia 1914 w Beverley, zm. 22 kwietnia 2009 w Los Angeles) – brytyjski reżyser filmowy.

## Wybrana filmografia
- Najdłuższy dzień (1962); tylko sekwencje brytyjskie
- Bitwa o Ardeny (1965)
- Ci wspaniali mężczyźni w swych latających maszynach (1965)
- Ci wspaniali młodzieńcy w swych szalejących gruchotach (1969)
- Zew krwi (1972)
- Papierowy tygrys (1975)
- Pirat (1978)
- Piąty muszkieter (1979)
- Film o piratach (1982)
- Nowe przygody Pippi Langstrumpf (1988)